# Wilhelm Gohl (Politiker)
Wilhelm Gohl (* 12. März 1896 in Jerusalem, Osmanisches Reich; † 19. Januar 1958 in Radolfzell) war ein deutscher Kommunal- und Landespolitiker (CDU).

## Werdegang
Gohl war von 1945 bis 1955 Bürgermeister der Stadt Radolfzell.
Am 25. Mai 1950 zog er als Nachrücker für den in den Bundestag gewechselten Josef Schüttler im Wahlkreis Konstanz in den Badischen Landtag ein, dem er bis 1952 angehörte.

## Ehrungen
- 1952: Verdienstkreuz am Bande der Bundesrepublik Deutschland